# Edward Więcek
Edward Więcek (ur. 1 września 1922 w Krakowie, zm. 20 września 1994 tamże) – polski lekkoatleta, długodystansowiec.

## Życiorys
Był mistrzem Polski w biegu na 10 000 metrów w 1949, wicemistrzem w biegu na 5000 metrów, biegu na 10 000 metrów i sztafecie  3 × 1000 metrów w 1950 oraz brązowym medalistą w biegu na 10 000 metrów w 1947 i 1948.
W 1949 wystąpił w meczu z Rumunią, zajmując 3. miejsce w biegu na 10 000 metrów. Był to jego jedyny występ w meczu reprezentacji Polski.
Rekordy życiowe:
| Konkurencja                        | Data i miejsce             | Wynik   |
| ---------------------------------- | -------------------------- | ------- |
| bieg na 3000 metrów                | 3 maja 1950, Chorzów       | 9:00,4  |
| bieg na 5000 metrów                | 30 kwietnia 1950, Warszawa | 15:41,3 |
| bieg na 10 000 metrów              | 10 września 1951, Kraków   | 33:15,2 |
| bieg na 3000 metrów z przeszkodami | 7 września 1950, Kraków    | 10:27,4 |

Był zawodnikiem Wisły Kraków (1947-1949), Ogniwa Kraków (1950-1951), Stali Rzeszów (1952) i Stali Mielec (1953).